# Love It to Death
Love It to Death ist das dritte Studioalbum der Band Alice Cooper. Es erschien am 9. März 1971.

## Hintergrund
Love It to Death stellte eine Zäsur in der noch jungen Bandgeschichte dar. Frank Zappa, der die Gruppe gefördert hatte, verkaufte seine Straight Records an Warner. Es folgte der Wandel vom bisherigen progressiven und psychedelischen Stil hin zu einem kernigeren harten Rock. Der Einstieg des kanadischen Produzenten Bob Ezrin brachte eine gewisse Professionalität mit und setzte den Beginn einer bis heute andauernden Kollaboration mit Alice Cooper.
Die Band begann, ihr zuvor eher anarchisches Bühnengehabe zu einer choreografierten Bühnenshow mit Shock-Rock-Elementen zu formen.
Ballad of Dwight Fry ist eine Hommage an den gleichnamigen Horrordarsteller. Der Song ist bis heute fester Teil der Alice-Cooper-Konzerte, während dem Cooper in Zwangsjacke abgeführt wird.
Vom Albumcover bestehen verschiedene Versionen. In der ersten steckte Alice Cooper seinen Finger (oder den Daumen) durch den offenen Hosenstall. In späteren Veröffentlichungen wurde das Cover dementsprechend retuschiert.

## Singleauskopplungen
Aus dem Album erschienen zwei Singleauskopplungen. Zunächst erschien am 11. November 1970 I’m Eighteen mit der B-Seite Body. am 27. April 1971 folgte die Singleauskopplung Caught in a Dream mit der B-Seite Hallowed Be My Name. Im Februar 1973 erschien – unter dem Titel Back to Back Hits – eine 7″-Single mit beiden Titeln. Beide Singles erreichten die Billboard Hot 100.

## Titelliste
Seite 1
1. Caught in a Dream (Bruce) – 3:10
2. I’m Eighteen (Cooper, Bruce, Buxton, Dunaway, Smith) – 2:59
3. Long Way to Go (Bruce) – 3:04
4. Black Juju (Dunaway) – 9:14

Seite 2
1. Is It My Body (Cooper, Bruce, Buxton, Dunaway, Smith) – 2:34
2. Hallowed Be My Name (Smith) – 2:30
3. Second Coming (Cooper) – 3:04
4. Ballad of Dwight Fry (Bruce, Cooper) – 6:33
5. Sun Arise (Harry Butler, Rolf Harris) – 3:50

## Rezeption

### Rezensionen
Obwohl die Kritiken bei Veröffentlichung gemischt waren, gilt das Album heute als „stilbildender Klassiker“ der Hard-Rock-Geschichte. Es war zudem „Inspirationsquelle“ für Bands wie die Ramones oder die Sex Pistols.

### Chartplatzierungen
| ChartsChartplatzierungen       | Höchstplatzierung | Wochen |
| ------------------------------ | ----------------- | ------ |
| Vereinigtes Königreich (OCC)   | 28 (7 Wo.)        | 7      |
| Vereinigte Staaten (Billboard) | 35 (38 Wo.)       | 38     |

### Auszeichnungen für Musikverkäufe
| Land/Region               | Auszeichnungen für Musikverkäufe (Land/Region, Auszeichnung, Verkäufe) | Verkäufe  |
| ------------------------- | ---------------------------------------------------------------------- | --------- |
| Vereinigte Staaten (RIAA) | Platin                                                                 | 1.000.000 |
| Insgesamt                 | 1× Platin ·                                                            | 1.000.000 |